# 샌드박스 (소프트웨어 개발)
샌드박스(sandbox)는 보호가 필요한 어린아이들을 위해 모래통에서만 놀도록 하는데서 유래한 소프트웨어 보안 개발기법이다. 운영 환경이 저장소로부터 테스트되지 않은 코드 변경사항 및 전면적인 실험을 분리시키는 테스트 환경으로 웹 개발, 버전 관리를 포함한 소프트웨어 개발 환경에서 사용된다.
예를 들면, 악성 바이러스나 악성코드의 경우,  이들의 공격행위를 테스트할때, 실제 운영체계나 또는 파일 또는 이러한 시스템에 추가적인 악영향을 주거나 이를 감염시킬 수 없도록 하는 차단된 환경이 필요하게 된다.
이처럼 테스트를 위해 외부로의 연결점을 차단하거나 외부로부터의 접근 및 영향을 필터링 또는 차단할 수 있는 통제된 환경 내에서 프로그램을 동작시키는 것을 가리킨다.

## 같이 보기
- 백신

## 참고
- https://web.archive.org/web/20180423170525/http://www.chromium.org/developers/content-module (chromium.org,sandboxed browser)
- https://web.archive.org/web/20180423232353/https://www.estsecurity.com/securityCenter/commonSense/view/64 (이스트시큐리티)